# ОФК Титоград
ОФК Титоград, црногорски је фудбалски клуб из Подгорице, који се тренутно такмичи у Трећој лиги Црне Горе, у регији Центар.
Основан је 1950. године, под именом ОФК Титоград, које је 1992. промијенио у ФК Младост Подгорица. У јуну 2018, враћено је име ОФК Титоград, након 26 година. До 2008. године играо је на стадиону Цвијетин бријег, капацитета 1,500 гледалаца; од 2008. игра у кампусу Фудбалског савеза Црне Горе, на Старом Аеродрому у Подгорици, гдје користи 9,000 m² простора, а име стадиона је стадион ОФК Титоград. Освојили су првенство Црне Горе у сезони 2015/16, као и два пута Куп Црне Горе (2014/15, 2017/18.) У сезони 2020/21. испао је у Другу лигу, након чега је у сезони 2021/22. испао у Трећу лигу.

## Историја
Клуб је основан 1950. године, под именом ОФК Титоград, а име ФК Младост добио је 1992. године. Највећи успјех у европским такмичењима клуб је остварио у сезони 2013/14. На почетку сезоне Младост је дебитовала у Европи. У првом колу елиминисала је мађарски Видеотон. У првом мечу на домаћем терену су побиједили 1:0, а у гостима су поражени са 2:1, али су због гола у гостима прошли у друго коло, гдје их је чекала словачка Сеница. У првом мечу је било 2:2, али су фудбалери Младости у гостима побиједили 1:0, и прошли у треће коло где су играли са шпанском Севиљом. Севиља је била боља и два пута побиједила са 6:1 и 3:0. Исте сезоне у купу Црне Горе, Младост се пласирала у финале купа Црне Горе где је поражена од Ловћена са 1:0. Годину касније освојила је први трофеј у историји; у Купу су побиједили Петровац у финалу, 2:1 након продужетака.
Младост је прву титулу освојила у сезони 2015/16, када је сезону завршила четири бода испред Будућности. Сезону 2016/17 завршила је на трећем мјесту, Младост је имала исти број бодова као Будућност и Зета, по 57, али је имала најслабији учинак у том троуглу и завршила је на трећем мјесту. На трећем мјесту завршила је и сезону 2017/18, у којој је освојила Куп побједом 2:0 против Игала у финалу. У јуну 2018, након 26 година, враћено је име ОФК Титоград.

## Успјеси клуба
| Такмичење                | Такмичење                | Број                     | Година                   |                          |                          |
| Национално првенство - 1 | Национално првенство - 1 | Национално првенство - 1 | Национално првенство - 1 | Национално првенство - 1 | Национално првенство - 1 |
| ------------------------ | ------------------------ | ------------------------ | ------------------------ | ------------------------ | ------------------------ |
| Првенство Црне Горе      | Првак                    | 1                        | 2015/16                  |                          |                          |
| Првенство Црне Горе      | Други                    | —                        | —                        |                          |                          |
| Првенство Црне Горе      | Трећи                    | 2                        | 2016/17, 2017/18         |                          |                          |
| Национални куп - 2       |                          |                          |                          |                          |                          |
| Куп Црне Горе            | Побједник                | 2                        | 2014/15, 2017/18.        |                          |                          |
| Куп Црне Горе            | Финалиста                | 1                        | 2013/14.                 |                          |                          |

## Резултати у такмичењима у Црној Гори
| Сезона   | Ранг | Лига                | Бр.екипа           | Позиција            | Куп             |
| -------- | ---- | ------------------- | ------------------ | ------------------- | --------------- |
| 2006/07. | 1    | Прва лига           | 12                 | 8. мјесто           | Четвртфинале    |
| 2007/08. | 1    | Прва лига           | 12                 | 12. мјесто          | Осмина финала   |
| 2008/09. | 2    | Друга лига          | 12                 | 2. мјесто           | Осмина финала   |
| 2009/10. | 2    | Друга лига          | 12                 | 1. мјесто           | Четвртфинале    |
| 2010/11. | 1    | Прва лига           | 12                 | 5. мјесто           | Осмина финала   |
| 2011/12. | 1    | Прва лига           | 12                 | 7 мјесто            | Четвртфинале    |
| 2012/13. | 1    | Прва лига           | 12                 | 6. мјесто           | Полуфинале      |
| 2013/14. | 1    | Прва лига           | 12                 | 9. мјесто           | Финале          |
| 2014/15. | 1    | Прва лига           | 12                 | 4. мјесто           | Побједник       |
| 2015/16. | 1    | Прва лига           | 12                 | Првак               | Четвртфинале    |
| 2016/17. | 1    | Прва лига           | 12                 | 3. мјесто           | Осмина финала   |
| 2017/18. | 1    | Прва лига           | 10                 | 3. мјесто           | Побједник       |
| 2018/19. | 1    | Прва лига           | 10                 | 4. мјесто           | Осмина финала   |
| 2019/20. | 1    | Прва лига           | 10                 | 3. мјесто           | Четвртфинале    |
| 2020/21. | 1    | Прва лига           | 10                 | 10. мјесто          | Прво коло       |
| 2021/22. | 2    | Друга Друга         | 10                 | 9. мјесто           | Четвртфинале    |
| 2022/23. | 3    | Трећа лига — Центар | 13                 | 7. место            | Није учествовао |
| 2023/24. | 3    | Трећа лига — Центар | 12                 | 2. мјесто           | Није учествовао |
| 2024/25. | 3    | Трећа лига — Центар | 22 (2 групе по 11) | 6. мјесто у групи Б | Није учествовао |

## ОФК Титоград у европским такмичењима
- Клуб је до сезоне 2018/19. наступао под именом Младост Подгорица.

| Сезона   | Такмичење        | Коло        | Клуб        | Дом. | Гост | Укупан резултат |
| -------- | ---------------- | ----------- | ----------- | ---- | ---- | --------------- |
| 2013/14. | УЕФА лига Европе | 1. коло кв. | Видеотон    | 1:0  | 1:2  | 2:2 (пгг)       |
| 2013/14. | УЕФА лига Европе | 2. коло кв. | Сеница      | 2:2  | 1:0  | 3:2             |
| 2013/14. | УЕФА лига Европе | 3. коло кв. | Севиља      | 1:6  | 0:3  | 1:9             |
| 2015/16. | УЕФА лига Европе | 1. коло кв. | Нефчи Баку  | 1:1  | 2:2  | 3:3 (пгг)       |
| 2015/16. | УЕФА лига Европе | 2. коло кв. | Кукеси      | 2:4  | 1:0  | 3:4             |
| 2016/17. | УЕФА лига Европе | 2. коло кв. | Лудогорец   | 0:3  | 0:2  | 0:5             |
| 2017/18. | УЕФА лига Европе | 1. коло кв. | Ганџасар    | 1:0  | 3:0  | 4:0             |
| 2017/18. | УЕФА лига Европе | 2. коло кв. | Штурм       | 0:3  | 1:0  | 1:3             |
| 2018/19. | УЕФА лига Европе | 1. коло кв. | Б36 Торшавн | 0:0  | 1:2  | 1:2             |
| 2019/20. | УЕФА лига Европе | 1. коло кв. | ЦСКА Софија | 0:0  | 0:4  | 0:4             |